# 比德河 (勒洛克勒)
47°2′56.60″N 6°43′27.58″E / 47.0490556°N 6.7243278°E
比德河是瑞士的河流，位於該國西部，流經納沙泰爾州，該河流處於汝拉山地區，河道全長6公里，發源自拉紹德封和勒洛克勒之間。